# Polyplectropus philippinensis
Polyplectropus philippinensis är en nattsländeart som beskrevs av Georg Ulmer 1930. Polyplectropus philippinensis ingår i släktet Polyplectropus och familjen fångstnätnattsländor. Inga underarter finns listade i Catalogue of Life.